# جیدو کریشنامورتی
جیدو کریشنامورتی (به تلوگو:జిడ్డు కృష్ణ మూర్తి) یا جی کریشنامورتی (به تلوگو: జే కృష్ణ మూర్తి)، (۱۲ مه ۱۸۹۵– ۱۷ فوریه ۱۹۸۶)، نویسنده، متفکر و سخنران هندی تبار که در خودشناسی و مسائل فلسفی و روان‌شناختی آثار بسیاری به جای گذاشته‌است. موضوعات مورد بحث او عبارت اند از: وابستگی و ترس‌های روانی، آزادی و استقلال فردی، شرطی‌شدگی ذهن، طبیعت ذهن، مراقبه، روابط انسانی، یادگیری و آموزش. او به‌طور مداوم بر نیاز انسان به یک انقلاب درونی تأکید داشت؛ انقلابی که نمی‌تواند توسط یک عامل یا مرجع بیرونی، مذهبی، سیاسی، یا اجتماعی رخ دهد.
کریشنامورتی در خانواده‌ای «تلوگو برهمن» و در دورانی که هندوستان مستعمره ‎بریتانیا شمرده می‌شد به دنیا آمد. در اوایل نوجوانی این اقبال را داشت تا با یکی از اعضای عالی‌رتبه انجمن تئوسوفی، رازورز مشهور چارلز وبستر لیدبیتر، که به‌طور موقتی در اداره مرکزی این انجمن عرفانی در آدیار، چنای در جنوب مَدرس (چنای) مشغول بود برخورد کند.
او سپس به همراه برادرش و تحت سرپرستی «آنی بسانت» و «لیدبیتر»، رهبران انجمن در آن زمان، به انگلستان آمد. آنان بر این باور بودند که این کودک همان معلمی خواهد بود که جهان در انتظار اوست. بعدها در جوانی، کریشنامورتی این ایده را نفی کرد و سازمان جهانی فرمان ستارگان را که حامی این اندیشه بود و رهبری اش را در دست داشت منحل اعلام کرد.
او اعلام کرد که پیرو هیچ ملیت، طبقه، مذهب یا فلسفه‌ای نیست و بدین ترتیب به‌طور مستقل و آزاد به زندگی و فعالیت ادامه داد و بقیه عمر خود را در سفر به جهان، صحبت کردن با افراد و گروه‌های بزرگ و کوچک سپری کرد. او نویسنده کتاب‌های بسیاری بود، مانند اولین و آخرین رهایی، فقط انقلاب و دفتر یادداشت کریشنامورتی. بسیاری از مذاکرات و مباحثات او منتشر شده‌است. آخرین بحث‌های عمومی او در مدرس، هندوستان، در ژانویه سال ۱۹۸۶ بود؛ یک ماه قبل از مرگش در خانه اش در اوهای کالیفرنیا.
حامیان او از طریق بنیادهای غیرانتفاعی در هند، بریتانیا و ایالات متحده، چندین مدرسه مستقل بر اساس دیدگاه‌های او در آموزش و پرورش، تأسیس کرده‌اند. آن‌ها همچنان به رونویسی و توزیع هزاران سخنرانی او، بحث‌های گروهی و شخصی ای که داشته و نوشته‌هایش با استفاده از انواع فرمت‌های رسانه‌ای در زبان‌های مختلف ادامه می‌دهند.

## زندگی

### سابقه خانوادگی و کودکی
جیدو کریشنامورتی در ۱۱ مه ۱۸۹۵ در شهر کوچک ماداناپله در ناحیه مدرس (امروزه منطقه چیتور در آندرا پرادش) متولد شد. او از یک خانواده تلوگو برهمن زبان بود. مطابق با رسوم رایج هندو، چون فرزند هشتم و مذکر خانواده بود، همنام با خدای هندو، کریشنا نامیده شد. پدر کریشنامورتی، جیدو نارایانیاه، صاحب منصب در اداره کل مستعمرات بریتانیا، و مادرش سانجیواما یک زن خانه‌دار بود. کریشنامورتی در ده سالگی مادرش را از دست داد. پدر و مادر او در مجموع یازده فرزند داشتند که شش نفر از آن‌ها زنده ماندند. بر همان منوال که در میان خانواده‌های طبقات بالا و در عین حال مذهبی رایج بود، خانواده وی نیز مشتاقانه ناظر آداب و رسوم سنتی و عمل به امور مذهبی بودند.
در سال ۱۹۰۳ خانواده وی در کاداپا اقامت گزیدند؛ جایی که در آن او در طی اقامت قبلی مالاریا گرفته بود. کریشنامورتی سال‌های زیادی درگیر رنج ناشی از این بیماری بود. او کودکی حساس، مریض احوال، مبهم و رؤیایی بود و اغلب در نگاه دیگران، انسانی با کم‌توانی ذهنی تلقی می‌شد؛ به همین دلیل به‌طور مرتب در مدرسه توسط معلمان و در خانه توسط پدرش مورد تنبیه قرار می‌گرفت.
در خاطراتی که در سن هجده سالگی نوشته‌است، کریشنامورتی تجارب فراطبیعی خود را شرح داده؛ مانند «رویت» خواهرش، که در سال ۱۹۰۴ درگذشته بود و مادرش، که در سال ۱۹۰۵ فوت کرده بود. او در دوران کودکی اش پیوندی با طبیعت ایجاد کرد که برای بقیه عمر همراهش بود.
پدر کریشنامورتی (نارایانیاه) پس از سال ۱۸۸۲ علاوه بر برهمین بودن، یک تئوسوفیست نیز محسوب می‌شد. به همین خاطر پس از بازنشستگی در پایان سال ۱۹۰۷ و محدود شدن دارایی اش، به دنبال اشتغال در ستاد انجمن عرفانی در ادیار بود. وی سرانجام توسط انجمن به عنوان کارمند استخدام شد و با خانواده‌اش در ژانویه سال ۱۹۰۹ به ادیار نقل مکان کرد.

### کشفیات
در آوریل سال ۱۹۰۹ چارلز وبستر لیدبیتر برای اولین بار کریشنامورتی را در ساحل رودخانه آدیار دید. این شخص که ادعای روشن بینی داشت معتقد بود که کریشنامورتی دارای شگفت انگیزترین هاله‌ای است که تا به حال دیده‌است؛ «هاله‌ای که نشانی از ذره‌ای خودخواهی در آن نبود.» اگرچه این توصیف با ظاهر بیرونی کریشنامورتی، که به گفته شاهدان عینی، معمولی، غیر محترم و ژولیده بود سنخیتی نداشت.
با این‌که دیگران او را «یک فرد کم هوش» با ظاهری ساده‌لوح می‌دیدند که اغلب «یک حالت خلأ» با خود دارد لیدبیتر کاملاً متقاعد شده بود که این پسر به یک معلم روحانی و سخنران بزرگ تبدیل می‌شود، و به احتمال زیاد «حاملی برای خداوند پرنیان» خواهد بود (منظور از خداوند پرنیان در دکترین تئوسوفیست، یک وجود عالی روحانی است که به صورت دوره‌ای بر روی زمین به عنوان معلم جهانی برای هدایت و تکامل نوع بشر ظاهر می‌شود)
پوپال جایاکار حدود ۷۵ سال بعد- در بیوگرافی نوشته شده دربارهٔ کریشنامورتی- مطالبی را به نقل از وی دربارهٔ دوره‌ای از زندگی اش بیان کرد: "پسر همیشه می‌گفت: من هر چه شما می‌خواهید انجام خواهم داد. یک عنصر سرسپردگی و فرمانبرداری در او وجود داشت. پسر مبهم بود، نامطمئن و ژولیده. او مانند یک ظرف بود با یک سوراخ بزرگ در آن، هر چیزی در آن گذاشته می‌شد می‌رفت و هیچ چیز باقی نمی‌ماند. "
بعد از کشف‌شدن توسط لیدبیتر، کریشنامورتی به مدت دو سال به انجمن عرفانی در آدیار سپرده شد. لیدبیتر و تعداد کمی از همکاران قابل اعتماد وظیفه آموزش، محافظت، و به‌طور کلی آماده کردن وی را به عنوان معلم جهانی مورد انتظار به عهده گرفتند.
کریشنامورتی (بعدها دوستانش او را کریشناجی می‌نامیدند) و برادر کوچک‌ترش نیتیاناندا (نیتیا) مدتی به صورت خصوصی در محوطه انجمن عرفانی مَدرَس آموزش دیدند و بعد از آن برای آموزش و تحصیلات بیشتر به انگلستان آورده شدند و در معرض زندگی مفرح و مرفه اروپایی قرار گرفتند.
با وجود مشکلاتی که در امورات مدرسه و نیز نگرانی‌هایی که دربارهٔ توانایی‌های او و وضعیت جسمانی اش وجود داشت، کریشنامورتیِ چهارده ساله توانست طی شش ماه زبان انگلیسی را به خوبی صحبت کرده و بنویسد. لیدبیتر می‌گوید که بعدها کریشنامورتی کشف شدنش توسط وی را واقعه‌ای می‌دانست که باعث نجات زندگی اش شده بود. اغلب از او پرسیده می‌شد که اگر او توسط لیدبیتر کشف نمی‌شد چه اتفاقی برایش می‌افتاد. او بی‌درنگ پاسخ می‌داد: «من می‌مردم»
در طول این زمان، کریشنامورتی یک رابطه قوی با آنی بسانت ایجاد کرد و به او به چشم مادرش نگاه می‌کرد. پدر او، که در ابتدا به قیومیت حقوقی بسانت از کریشنامورتی موافقت کرده بود، با چرخش نگاه‌ها و توجه دیگران به فرزندش نقش کمرنگ‌تری گرفت. در سال ۱۹۱۲ او از بسانت به منظور باطل کردن اعلام توافق سرپرستی شکایت کرد. پس از یک مبارزه طولانی حقوقی، بسانت سرپرستی کریشنامورتی و نیتیا را گرفت.
در نتیجه این جدایی از خانواده و خانه، کریشنامورتی و برادرش (که رابطه‌شان همیشه بسیار نزدیک بود) به یکدیگر وابسته‌تر شدند و در سال‌های بعد اغلب با هم سفر می‌کردند.
در سال ۱۹۱۱، رهبری انجمن عرفانی در آدیار یک سازمان به نام فرمان ستاره شرق (OSE) را به منظور آماده‌سازی جهان برای ظهور معلم جهانی تأسیس کرد. کریشنامورتی به عنوان رئیس و عارف ارشد در جایگاه‌های متفاوتی از این سازمان گماشته شد. عضویت برای همه کسانی که دکترین ظهور معلم جهانی را قبول داشتند آزاد بود. بلافاصله پس از آن در درون و بیرون انجمن عرفانی در محافل هندو و مطبوعات هند اختلافاتی درگرفت.

### رشد
مری لوتینز، زندگی‌نامه‌نویس و دوست کریشنامورتی می‌گوید زمانی کریشنامورتی معتقد بود که او پس از هدایت معنوی و آموزش و پرورش دنیایی به معلم جهانی تبدیل خواهد شد. یکی دیگر از زندگی‌نامه‌نویس‌ها توصیف می‌کند که برنامه روزانه‌ای توسط لیدبیتر و همکارانش بر او تحمیل شده بود که شامل تمرین شدید و ورزش، آموزش خصوصی در موضوعات مختلف مدرسه، دروس عرفانی و مذهبی، یوگا و مدیتیشن، و همچنین آموزش بهداشت مناسب متناسب با فرهنگ و جامعه انگلستان بود.
در همان زمان، به موازات لیدبیتر نقش راهنمای و معلم معنوی کریشنامورتی را به عهده گرفت. وجود و پیشرفت این آموزش در آن زمان فقط برای تعداد کمی از انتخاب شدگان شناخته شده بود.
در حالی که کریشنامورتی در ورزش استعدادی طبیعی داشت، اما همیشه با تحصیلات رسمی مشکل داشت و در تحصیلات آکادمیک استعداد نداشت. او در نهایت پس از تلاش‌های متعدد از گرفتن پذیرش برای تحصیلات دانشگاهی منصرف شد. او زبان‌های خارجی را یادگرفت و هم‌زمان به صورت روان به چندین زبان صحبت می‌کرد.
تصویر عمومی‌ای که از او ترسیم شده، «ظاهری پاک و بی‌آلایش، نیتی معتدل، با دیدگاهی جهان شمول و اخروی، و تقریباً بی‌گرایش سعادت‌آمیز بوده‌است». همه این‌ها تصاویر عموم از کریشنامورتی بود که تا پایان زندگی‌اش نیز تغییری نکرد.
از همان اوایل مشخص بود که او «به‌طور ذاتی برخوردار از مانیتیسم شخصی است؛ البته نه از نوع فیزیکی آن، بلکه جذبه‌ای که در اثر سادگی بیش از حد وی مخاطب را برانگیخته و در او حس احترام ایجاد می‌نمود.» اگر چه، گاهی در زمانی که رشد می‌کرد نشانه‌هایی از عصیان نوجوانی و بی‌ثباتی عاطفی نشان می‌داد، مثلاً از رژیم غذایی تحمیل شده بر او ناراحت بود، به وضوح با تبلیغات در مورد خودش مسئله داشت و گاهی اوقات ابراز شک و تردیدهایی در مورد آینده تجویز شده برای او می‌کرد.
کریشنامورتی و نیتیا در ماه آوریل سال ۱۹۱۱ به انگلستان برده شدند. در طی این سفر کریشنامورتی اولین سخنرانی عمومی خود را به اعضای OSE در لندن ارائه داد. اولین نوشته‌های او نیز آغاز شده بودند، در جزوه‌هایی توسط انجمن عرفانی منتشر شد و در مجلات وابسته به عرفان و OSE چاپ شد. بین سال‌های ۱۹۱۱ و شروع جنگ جهانی اول در سال ۱۹۱۴، برادران به چند کشور اروپایی دیگر سفر کردند و همیشه توسط ملازمان انجمن همراهی می‌شدند. در همین حال کریشنامورتی به لطف یک بانی خیر ثروتمند برای اولین بار استقلال مالی یافت.
پس از جنگ، کریشنامورتی با همراهی مجدد نیتیا به عنوان «منشی سازمان دهنده انجمن»، سخنرانی‌ها، جلسات و بحث‌هایی جدی را در سراسر جهان در حوزه وظایفش به عنوان رئیس OSE آغاز نمود. او همچنین به نوشتن ادامه داد. محتوای گفتگوها و نوشته‌هایش، حول نظم بخشی به سازمان و آماده‌سازی اعضای آن برای ظهور می‌چرخید. در ابتدا سخنرانی‌هایش با مکث، نامطمئن و تکراری توصیف می‌شد، اما به تدریج ارائه و اعتماد به نفس او بهبود یافت، و فرمان جلسات را در دست گرفت.
او همچنین در سال ۱۹۲۱ عاشق هلن نوته شد؛ دختری هفده ساله آمریکایی که خانواده‌اش با عارفان همراه بودند. این تجربه باعث درک این مسئله شد که کار و مأموریتی که در زندگی اش از او انتظار می‌رفت مانع روابط عادی او شده بود. از میانه دهه ۱۹۲۰ آن‌ها از هم جدا شدند.

### تجارب تغییردهنده زندگی
در سال ۱۹۲۲کریشنامورتی و نیتیا از سیدنی به کالیفرنیا سفر کردند. در کالیفرنیا، آن‌ها در یک کلبه در دره اوهای مستقر شدند. به نظر می‌آمد که آب و هوای منطقه برای نیتیا که مبتلا به سل شده بود مناسب باشد، بیماری نیتیا برای کریشنامورتی به یک نگرانی تبدیل شده بود.
در اوهای آن‌ها روزالیند ویلیامز را ملاقات کردند، جوان آمریکایی که به هر دوی آن‌ها نزدیک شد و بعداً نقش قابل توجهی در زندگی کریشنامورتی داشت. برای اولین بار این دو برادر بدون نظارت شدید مراقبین انجمن عرفانی خود بودند. آن‌ها دره را بسیار دلپذیر یافتند و در نهایت پس از اعتماد حامیان، کلبه و اموال اطراف آن در آنجا برای آن‌ها خریداری شد. این مکان تبدیل شد به محل اقامت رسمی کریشنامورتی.
در اوهای در ماه اوت و سپتامبر سال ۱۹۲۲ بود که کریشنامورتی تغییر بزرگی را در زندگی اش تجربه نمود که به عنوان یک بیداری معنوی، تحول روحی، و شرایط فیزیکی به تصویر کشیده شد. رویدادهای اولیه در دو فاز مجزا اتفاق افتاد: اول یک تجربه معنوی سه روزه و به دنبال آن، دو هفته بعد، یک بیماری طولانی مدت که کریشنامورتی و کسانی که اطراف او بودند از آن به عنوان «فرایند» یاد می‌کردند، این بیماری در فواصل مکرر و با شدت‌های متفاوت تا زمان مرگ او تکرار شد.
به گفته شاهدان، این بیماری در ۱۷ اوت سال ۱۹۲۲، با شکایت کردن کریشنامورتی از دردی شدید در پشت گردن او آغاز شد. در طول دو روز بعد، علائم بدتر شدند، که همراه با افزایش درد و حساسیت، از دست دادن اشتها، و گاه به گاه هذیان گفتن بود. به نظر می‌رسید که او در ناهوشیاری قرار داشت، اما بعدها گفته شد که او بسیار از محیط اطراف خود آگاه بوده، و حالتی از یگانگی عرفانی را تجربه می‌کرده‌است. روز بعد، علائم و تجربه شدت یافتند و پس از آن با حسی از آرامش بی‌اندازه به اوج خود رسید."
بعداً، بیماری که به عنوان "فرایند" از آن یاد می‌شد شروع به تأثیر گذاشتن روی او کرد، در ماه‌های سپتامبر و اکتبر همان سال، به‌طور منظم، تقریباً هر شب اتفاق می‌افتاد. بعدها، این فرایند به‌طور متناوب با درجات مختلفی از درد، ناراحتی و حساسیت‌های فیزیکی، گاهی اوقات رفتن به حالتی کودکانه از سر گرفته شد، و گاهی اوقات ظاهراً هوشیاری او کم‌کم از میان می‌رفت و تسلیم درد می‌شد یا به حالت مرگ می‌رسید "
این تجربیات با مفاهیمی چون، "نیایش"، "عظمت"، "تقدس"، "عظمت"، و در اغلب موارد، "دگرگونی" یا "دیگر بودن"همراه بودند؛ و این "دیگر بودن" حالتی سوای وضعیتی بود که اطرافیان کریشنا به آن "فرایند" می‌گفتند. طبق گفته لوتینز، مدارکی از دفترچه او وجود دارد که این تجربه "دیگر بودن" تقریباً به صورت مداوم در طول زندگی اش با او بوده‌است و به او احساس محافظت شدگی می‌داده‌است کریشنامورتی در دفترچه‌اش از آن به عنوان تجربه‌ای عادی یاد می‌کند که پس از رخداد حمله حادی از "فرایند " رخ می‌داده، به عنوان مثال، در بیداری روز بعد می‌نویسد:
... با حسی قوی از آن حالت "دیگر بودن" از خواب بیدار شدم و درکی از یک جهان دیگر که فراتر از همه افکار است… حساسیت به اوج می‌رسد. حساسیت نه تنها به زیبایی، بلکه به همه چیزهای دیگر. تیغه علف به طرز حیرت‌انگیزی سبز بود، یک تیغه علف شامل تمام طیف رنگ بود، و مهیج و خیره‌کننده بود و چنین چیزی کوچکی را خیلی آسان می‌شد از بین برد…
این تجربه دیگر بودن با او در طی رویدادهای روزانه وجود داشت:
عجیب است که چگونه در طول یک یا دو مصاحبه آن نیرو و آن قدرت اتاق را پر می‌کرد. به نظر می‌رسید که در چشم و نفس یکنفر باشد. این حالت به‌طور ناگهانی و غیرمنتظره پیش می‌آمد گاهی با فشار و شدتی که بسیار مسحورکننده‌است و گاه بی سر و صدا و با آرامش؛ اما به هر حال وجود دارد، چه کسی آن را بخواهد یا نخواهد. هیچ امکانی وجود ندارد که به آن عادت کرد… "
از زمان وقوع اولین رخداد در سال ۱۹۲۲ توضیحات مختلف و زیادی درمورد این تجربه کریشنامورتی ارائه شد. لیدبیتر و عارفان دیگر انتظار وقوع تجارب ماوراءالطبیعه را برای کریشنامورتی داشتند، اما هرگز با این تحولات بهت زده نشدند. [۶۱] در طول سالهای بعدی کریشنامورتی، ماهیت و منشأ «فرایند» ادامه‌داری که برای وی رخ می‌داد اغلب موضوع بحث‌های خصوصی وی با همکارانش بود. اگرچه این بحث‌ها ابعادی از موضوع را شفافتر می‌کردند اما در نهایت بی‌نتیجه بودند طبق نوشته‌های رونالد ورنون با وجود اینکه این فرایند وجود داشته و لیدبیتر توضیح رضایت بخشی در مورد آن نداشته‌است، این فرایند دست‌آوردهای دیگری را به همراه داشته‌است:
فرایندی که در اوهای رخ داد، به هر علتی که بوده، نقطه عطف تحولاتی عظیم برای کریشنا بود.. تا این زمان پیشرفت معنوی او به همان منوالی پیش می‌رفت که با توجه به تعمق و تبادل نظر جدی بزرگمردان عرفانی برنامه‌ریزی شده و مورد انتظار بود،.... اما اکنون چیز تازه‌ای در حال رخ دادن برای کریشنا بود که آموزش‌هایی که دیده بود در رویارویی با این تجربه وی را آماده نکرده بودند (کافی نبودند). گویی باری از روی وجدان او برداشته شده بود و او اولین گام خود را به سمت تبدیل شدن به خود واقعی اش برمی‌داشت. بعدها در نقش یک معلم، فرایند مورد نظری که برایش رخ داد از اصول اساسی وی بود. آن فرایند تنها به سراغ او آمده بود و توسط مربیانش در او کاشته نشده بود… و برای کریشنا در حکم خاکی بود که در آن روح تازه یافت شده وی مملو از اعتماد به نفس و عدم وابستگی ریشه می‌گرفت.
همزمان با اخباری که از این تجارب عرفانی پخش می‌شد، شایعات در مورد ناجی بودن کریشنامورتی با توجه به
برنامه‌ریزی‌های کنوانسیون انجمن عرفانی در سال ۱۹۲۵، در پنجاهمین سالگرد تأسیسش به اوج خود رسید. انتظاراتی از رویدادهای مهم وجود داشت به موازات افزایش ستایش او، ناراحتی کریشنامورتی نیز افزایش می‌یافت.
در تغییر و تحولات مربوطه عارفان برجسته و جناح وابسته به آن‌ها در درون انجمن در تلاش بودند - با توجه به شایعاتی که در مورد اتفاقاتی قریب‌الوقوع وجود داشت - خود را به گونه‌ای در ارتباط با این واقعه نشان دهند. اظهارات شگفت‌آور و غیرعادی ای که در مورد پیشرفت‌های معنوی کریشنا توسط گروه‌های مختلف ساخته و پرداخته شده بود و نیز مشاجره و بحث با دیگران، و سیاست‌های داخلی، کریشنامورتی را بیش از پیش ناخشنود می‌کرد.
مشکلات دوره‌ای بیماری مزمن نیتیا در طول این زمان دوباره ظاهر شده بود. در ۱۳ نوامبر سال ۱۹۲۵ در ۲۷ سالگی، او در اوهای در اثر آنفلوانزا و سل درگذشت. علی‌رغم سلامتی ضعیف نیتیا، مرگ او غیرمنتظره بود، و باور کریشنامورتی را در عرفان و نسبت به رهبران انجمن عرفانی تکان داد. آن‌ها به او در مورد سلامتی نیتیا اطمینان خاطر داده بودند و باور کرده بود که «نیتیا برای مأموریت زندگی ضروری بوده و در نتیجه او اجازه ندارد بمیرد،» این اعتقادی بود که آنی بسانت و حلقه دوستان کریشنامورتی در آن سهیم بودند. جایاکار نوشت که «اعتقاد او به استادانش و سلسله مراتبش دستخوش یک انقلاب کلی قرار گرفته بود.»
بعلاوه، نیتیا "آخرین بازمانده خانواده و دوران کودکی اش بود… تنها کسی که او می‌توانست براحتی صحبت کند، و بهترین دوست و همراه او بود " به گفته شاهدان عینی، این خبر او را به‌طور کامل درهم شکست " اما پس از گذشت دوازده روز از مرگ نیتیا " او فوق‌العاده آرام، نورانی و فارغ از همه احساسات و عواطف شد ".. " دیگر هیچ اثری از آنچه بر وی گذشته بود وجود نداشت ". تجربه مرگ برادرش به نظر می‌رسد، هر توهم باقی‌مانده‌ای را از هم متلاشی کرده و "چشم‌انداز جدیدی به او داده بود.".

### فرار از گذشته
در طول چند سال بعد، بینش و آگاهی جدید کریشنامورتی همچنان توسعه یافت. مفاهیم جدیدی در مذاکرات، بحث‌ها، و مکاتبات او ظاهر شده بود همراه با فرهنگ لغاتی که به صورتی پیشرونده عاری از اصطلاحات عرفانی انجمن بود. مسیر جدید او در سال ۱۹۲۹ با رد کردن و دفع تلاش‌های لیدبیتر و بسانت برای ادامه همکاری با انجمن فرمان ستاره به اوج خود رسید..
کریشنامورتی انجمن فرمان ستاره را در طول کمپ سالانه در اومن، هلند، در ۳ اوت ۱۹۲۹ منحل کرد. او اظهار داشت که پس از بررسی دقیق در طول دو سال گذشته تصمیم خود را گرفته:
"من باور دارم که حقیقت سرزمینی بی راه و جاده‌است و شما نمی‌توانید بوسیله هیچ راهی، هیچ مذهبی، یا هیچ فرقه‌ای به آن نزدیک شوید. این نظر من است، و من کاملاً و بدون قید و شرط به آن پایبند هستم. حقیقت، بی حد و حصر وغیر مشروط است، نمی‌توان برای رسیدن به آن راهی تعیین کرد، نمی‌توان آن را سازماندهی کرد با برایش سازمانی تشکیل داد تا افراد را به یک مسیر خاص رهبری و مجبور کند… این کار با شکوهی نیست، زیرا من مرید نمی‌خواهم و براستی به این موضوع معتقدم.
لحظه‌ای که به دنبال کسی می‌روید از پیروی حقیقت متوقف می‌شوید. من نگران نیستم که آیا شما به آنچه من می‌گویم توجه می‌کنید یا نه. من می‌خواهم کارهای خاصی در این جهان انجام دهم و با تمرکز تزلزل ناپذیر در حال انجام آن هستم. من خودم فقط به یک چیز ضروری توجه می‌کنم: آزاد کردن بشر. من تمایل دارم او را از همه قفس‌ها آزاد کنم، از همه ترس‌ها، و نه تأسیس مذاهب یا فرقه‌های جدید، و نه بیان نظریه‌های جدید و فلسفه جدید."
پس از منحل شدن انجمن، اعضای برجسته آن علیه کریشنامورتی موضع گرفتند، از جمله لیدبیتر اعلام کرد که موعود به بیراهه رفته‌است. کریشنامورتی همه باورهای سازمان یافته، اعتقاد به راهنمای روحانی و همه ارتباطات مرید و معلمی و عهد بستن به جای تلاش برای آزادی مطلق و بی‌قید و شرط مردم را تقبیح کرده بود. در عین حال هیچ سابقه‌ای از او وجود ندارد که به صراحت، معلمِ جهانی بودن خود را انکار کرده باشد. هر زمان که از وی در مورد موقعیت‌اش سؤال شد موضوعاتی را اظهار نمود که با این قضیه بی ربط بودند یا عمداً پاسخ مبهمی می‌داد.
بازتاب تغییرات بینشی او خیلی پیشتر از منحل کردن انجمن آغاز شده بود. فاصله‌های نامحسوسی که دربارهٔ موضوع معلم جهانی (بین کریشنا و اعضای انجمن) ایجاد شده بود باعث شده بود که از بسیاری از تمجید و تحسین‌ها کاسته شود چرا که برای عده‌ای تغییرات بینشی کریشنامورتی، واژگان مورد استفاده وی و اظهاراتش سردرگم‌کننده بوده و باعث پریشان خاطری آنان شده بود؛ و در میان آن‌ها کسانی چون بسانت و امیلی، مادر مری لوتینز نیز بودند که پیش‌تر با او ارتباط بسیار نزدیکی داشتند. او به زودی ارتباط خود را با انجمن عرفانی و آموزه‌ها و شیوه‌های آن قطع کرد، با این حال او با برخی از اعضای آن و اعضای سابق آن در طول زندگی اش روابطی صمیمی داشت.
کریشنامورتی اغلب به مجموع کارهایش به عنوان تعالیم اشاره می‌کرد و نه به عنوان آموزه‌های من (آموزه‌های خودش) او به تعالیم اهمیت می‌داد نه به معلم، و تمام اقتدارات به خصوص اقتدار روانی بر سایرین را محکوم می‌کرد:
«قدرت از هر نوع آن، به ویژه در زمینه اندیشه و درک، مخرب‌ترین چیز شیطانی است. رهبران، پیروان را از بین می‌برند و پیروان، رهبران را نابود می‌کنند. شما باید معلم و شاگرد خود باشید. شما باید در مورد همه چیزهایی که انسان آن‌ها را با ارزش و لازم می‌داند سؤال کنید.»
کریشنامورتی از تمام مسئولیت‌ها و سازمان‌های مختلف وابسته به انجمن فرمان ستاره، از جمله انجمن عرفانی استعفا داد. او پول‌ها و اموال اهدا شده به انجمن از جمله قلعه ای در هلند و ۵۰۰۰ هکتار (۲۰ کیلومتر مربع) زمین، را به اهدا کنندگان آن‌ها پس داد.
او بقیه عمر خود را به برگزاری گفتگو و سخنرانی‌های عمومی در سراسر جهان در موضوعات ماهیت ایمان، حقیقت، غم و اندوه، آزادی، مرگ، و تلاش برای برآورده کردن زندگی معنوی صرف نمود. او رابطه مرید و مرادی را با این تفکر که چنین رابطه‌ای منجر به وابستگی و استثمار می‌گردد نمی‌پذیرفت. او هدایا و کمک‌های مالی‌ای را که افراد به میل خود و به دلیل تحت تأثیر قرار گرفتن تعالیم وی به او پیشنهاد می‌کردند می‌پذیرفت؛ و با تورهای سخنرانی و انتشار کتاب‌ها و رونوشت گفته‌هایش برای بیش از نیم قرن به کار خود ادامه داد. او دائماً از مردم می‌خواست تا به‌طور مستقل فکر کنند، و آن‌ها را به کاوش و بحث در مورد موضوعات خاص با هم و همراه با او دعوت می‌کرد.

### سال‌های میانه
از ۱۹۳۰ تا ۱۹۴۴، کریشنامورتی مشغول به تورهای سخنرانی و کار انتشار شد که از انتشارات اعتباری استار حمایت می‌شد "(SPT)، این انتشارات توسط او ودسیکاچاریا راجاگوپال که از همکاران و دوستان نزدیک او در انجمن فرمان ستاره بود تأسیس شده بود. [۹۲] اوهای پایه عملیات برای سرمایه‌گذاری جدید بود که در آنجا کریشنامورتی، راجاگوپال و روزالیند ویلیامز (در حال حاضر همسر راجاگوپال)، در خانه معروف به آریا ویهارا اقامت داشتند. [۹۳]
کسب و کار و جنبه‌های سازمانی SPT عمدتاً توسط راجاگوپال اداره می‌شد، چرا که کریشنامورتی زمان خود را به سخنرانی و مراقبه اختصاص داده بود. ازدواج راجاگوپال سرانجامی نداشت، و هر دو پس از تولد دخترشان رادا در سال ۱۹۳۱ از هم جدا شدند ۱۹۳۱. [۹۴] در انزوای نسبی آریا ویهارا، دوستی نزدیک کریشنامورتی با روزالیند به یک رابطه عشقی منجر شد که تا سال ۱۹۹۱ عمومی نشد. [۹۵] [۹۶]
در طول ۱۹۳۰، کریشنامورتی در اروپا، آمریکای لاتین، هند، استرالیا و ایالات متحده صحبت کرد. در سال ۱۹۳۸، او با آلدوس هاکسلی ملاقات کرد. [۹۷] این دو دوستی نزدیکی را شروع کردند که سال‌ها تداوم یافت. آن‌ها نگرانی‌های مشترکی دربارهٔ تضادهای تهدیدآمیز اخیر در اروپا داشتند و هر دو آن را نتیجه و از اثرات مهلک ناسیونالیسم می‌دانستند. [۹۸] درجنگ جهانی دوم زمانی‌که شور میهن‌پرستی در آمریکا موج می‌زد موضع کریشنامورتی اغلب به عنوان صلح جو و حتی گاهی خرابکار تعبیر می‌شد [۹۹]
او برای یک دوره حدوداً چهار ساله (بین سالهای ۱۹۴۰ و ۱۹۴۴) سخنرانی عمومی نکرد. در طول این مدت او در آریا ویهارا، که در طول جنگ مزرعه‌ای خود کفا بود و تا حد زیادی، با کالاهای مازادش تلاشهای انساندوستانه در اروپا را پشتیبانی می‌کرد کار و زندگی کرد. [۱۰۰] [۱۰۱]
کریشنامورتی این وفقه در سخنرانی‌های عمومی را در ماه مه ۱۹۴۴ با یک سری از مذاکرات در اوهای پایان داد. این مذاکرات، و مطالب بعدی، توسط «شرکت نوشته‌های کریشنامورتی» (KWINC)، سازمان جانشین «اتحادیه انتشارات استار» منتشر شد. این مرکز جدید کریشنامورتی ماهیتی جهانی داشت که تنها هدف آن انتشار آموزش‌های او بود. [۱۰۲]
او با همکارانش در هند همچنان در تماس بود و در پاییز سال ۱۹۴۷ در آنجا یک تور سخنرانی را آغاز کرد و پیروان جدیدی از روشنفکران جوان را جذب نمود. [۱۰۳]
در آن سفر بود که برای نخستین بار با خواهران مهتا، پوپال و "ناندنی" برخورد کرد، کسانی که همکاران و معتمدان مادام العمر او شدند. خواهران نیز در تمام مدت بازگشت کریشنامورتی به فرایند در اوتاکاموند در سال ۱۹۴۸ حضور داشتند. [۱۰۴]
در هند پس از جنگ جهانی دوم، بسیاری از شخصیت‌های برجسته برای ملاقات با کریشنامورتی آمده بودند، از جمله نخست‌وزیر جواهر لعل نهرو. در جلسات خود با نهرو، کریشنامورتی جزئیات تعالیم خود را مفصلاً برای وی شرح داد. به عنوان نمونه، " شناخت خود تنها با داشتن رابطه (با مردم) حاصل می‌شود، در نظاره کردن خود در ارتباط با مردم، ایده‌ها، و هر چیز دیگری مثل یک درخت، زمین، و جهان اطراف شما و درون شما. رابطه آینه‌ای است که خویشتن در آن آشکار می‌شود. بدون خودشناسی هیچ پایه‌ای برای تفکر و عمل درست وجود ندارد." نهرو پرسید: " چگونه می‌توان شروع کرد؟ " کریشنامورتی پاسخ داد: "با این شروع کن که الان کجا هستی. هر کلمه، هر عبارت و هر بند از ذهن را که از طریق تفکر عمل می‌کند بخوان. "[۱۰۵]

### سالهای بعدی
کریشنامورتی به سخنرانی‌های عمومی و بحث‌های گروهی با افراد علاقه‌مند در سراسر جهان ادامه داد. در اوایل ۱۹۶۰، او با دیوید بوهم آشنا شد، کسی که علاقه‌های فلسفی و علمی مشترک (موازات) با فلسفه کریشنامورتی در مورد ماهیت جهان فیزیکی، و روان و جامعه‌شناسی داشت.
این دو مرد به زودی دوستان نزدیک شدند و شروع به تحقیقات مشترک در قالب گفتگوهای شخصی و گاهی اوقات درقالب بحث‌های گروهی با دیگر شرکت کنندگان به صورت دوره‌ای نمودند، که نزدیک به دو دهه ادامه داشت. [۱۰۶] [۱۰۷]تعداد متعددی از این بحث‌ها به صورت کتاب یا به عنوان بخش‌هایی از کتاب منتشر شدند و ایده‌های کریشنامورتی به بخش گسترده‌تری از مخاطبان (در میان دانشمندان) معرفی شد. [۱۰۸]
اگر چه فلسفه کریشنامورتی زمینه‌های مختلف متعددی از جمله مطالعات مذهبی، آموزش و پرورش، روانشناسی، فیزیک، و مطالعات خودآگاهی را بررسی می‌کرد ولی او در محافل دانشگاهی شناخته شده نبود نه در زمان خودش و نه بعد از آن. با این حال، کریشنامورتی ملاقات و مذاکراتی با چند دانشمند برجسته داشت، از جمله فیزیکدانانی چون «فریتجوف کاپرا» و «جورج سودارشان»، «روپرت شلدراک» زیست‌شناس، روانپزشک «دیوید شاینبرت»، و همچنین روان درمان‌هایی که نماینده تئوری‌های مختلف بودند. [۱۰۹] دوستی طولانی مدت بین بوهم و کریشنامورتی در سال‌های بعد دچار فاصله شد. اگر چه آن‌ها بر اختلافات خود غلبه کردند و تا مرگ کریشنامورتی دوست باقی‌ماندند ولی رابطه آن‌ها به شدت قبل نبود. [۱۱۰] [۱۱۱] [۱۱۲]
اگر چه ماهیت و موضع کریشنامورتی به سمت جهاتی نو و جدید متمایل شده بود اما [۱۱۳] تعالیم بنیادی وی بدون تغییر باقی‌ماندند. در اواخر سال ۱۹۸۰، او از فرصت استفاده کرد و عناصر اساسی پیام‌اش را که در اصل در سال ۱۹۲۹ پایه‌ریزی شده بودند مجدداً در یک بیانیه کتبی که به عنوان «هسته تعالیم» شناخته می‌شد تصریح کرد:
"حقیقت، سرزمینی بی مسیر و ناشناخته است. انسان نمی‌تواند از طریق سازمان‌ها، از طریق کیش و عقیده از طریق کشیش یا تشریقات مذهبی، یا از طریق هر دانش فلسفی یا روش روانشناختی به آن دست یابد. او باید آن را در انعکاس رابطه‌اش (با دیگران)، از طریق درک محتویات ذهن خود و از طریق مشاهده بیابد و نه از طریق تجزیه و تحلیل عقلانی یا موشکافی درون نگر. انسان در خودش تصاویری از امنیت مذهبی، سیاسی و شخصی ساخته‌است که در قالب نمادها، ایده‌ها و باورها خود را آشکار می‌کند. اینها همچون کوله باری بر تفکر انسان، روابط و زندگی روزمره او سنگینی کرده و چیره شده‌است. این‌ها علل مشکلات ما هستند چرا که باعث جدایی و فاصله بین انسان‌ها در روابط‌شان می‌گردند. "[۱۱۴] [۱۱۵]
در ۱۹۷۰، کریشنامورتی چندین بار با نخست‌وزیر هندی ایندیرا گاندی، کسی که از (لحاظ فکری) از او بسیار دور بود، و گاهی بحث‌هایی بسیار جدی و مهم با او انجام می‌داد، ملاقات داشت. تأثیر واقعی او در زندگی سیاستمدار هندی ناشناخته‌است. با این حال جایاکار از پیام وی در جلسه‌های یاد شده با ایندیرا گاندی به عنوان تأثیری محتمل در ترقی معیارهای مهم خانم گاندی که در طول دوره بحران سیاسی اعمال کرده بود یاد می‌کند. [۱۱۶]
در همین حال رابطه نزدیک کریشنامورتی با راجاگوپال زمانی که او راجاگوپال را برای بازستاندن اموال و بودجه‌ها و همچنین حقوق نشر برای آثارش، نسخه‌های خطی، و مکاتبات شخصی، که در مالکیت راجاگوپال بود به دادگاه کشاند از بین رفت. [۱۱۷] دادخواهی و شکایت متقابل آن، که به‌طور رسمی در سال ۱۹۷۱ آغاز شد، سال‌های زیادی ادامه یافت. بخش قابل توجهی از اموال به کریشنامورتی در طول عمرش بازگردانده شد. بالاخره احزاب در این مورد تمام مسائل دیگر را در سال ۱۹۸۶، مدت کوتاهی پس از مرگ او حل و فصل کردند.[۱۱۸] [۱۱۹]
در سال ۱۹۸۴ و ۱۹۸۵ او تحت همکاری بخش انجمن پیشگام تریس در سازمان ملل با مخاطبان دعوت شده در آن سازمان در نیویورک صحبت کرد. [۱۲۰] [۱۲۱] در نوامبر ۱۹۸۵ او برای آخرین بار از هند بازدید کرد، و از آن زمان تا ژانویه سال ۱۹۸۶ بحث‌ها و گفتگوهایی انجام داد که از آن‌ها به عنوان وداع کریشنامورتی یاد می‌شود. آخرین مذاکرات وی شامل سوالات اساسی‌ای بود که در طی سال‌ها پرسیده شده بودند، و همچنین نگرانی‌های جدیدتر مربوط به پیشرفت‌های اخیر در علم و فناوری، و اثر آن‌ها بر نوع بشر.
کریشنامورتی برای دوستان توضیح داده بود که او مایل به دعوت از مرگ نیست، اما مطمئن نبود چه مدت بدنش دوام می‌آورد (او وزن قابل توجهی را از دست داده بود)، و هنگامی که او دیگر نمی‌توانست صحبت کند، نمی‌توانست «هیچ هدف بیشتری داشته باشد.» در صحبت نهایی خود در تاریخ ۴ ژانویه سال ۱۹۸۶ در مدرس، او دوباره مخاطبان را به بررسی ماهیت تحقیق، تأثیر فناوری، ماهیت زندگی و مراقبه و ماهیت خلقت دعوت کرد.
کریشنامورتی در عین حال نگران میراث خود بود که ناخواسته به برخی از اشخاصی داده شده بود که تعالیمی را که دست به دست دریافت کرده بودند به جای انتشار به جهانیان منحصر به تعدادی خاص می‌کردند. او نمی‌خواست کسی به عنوان مفسر آموزش‌های او باشد. [۱۲۲] او همواره به همکاران خود هشدار می‌داد که نباید خودشان را به عنوان سخنگو از طرف وی، یا به عنوان جانشین او پس از مرگش معرفی کنند. [۱۲۳]
چند روز قبل از مرگش در بیانیه پایانی، قاطعانه اعلام کرد که "هیچ کس" در میان همکاران او، یا عموم مردم نمی‌داند که چه اتفاقی برای او افتاده (به عنوان مجرای تعالیم) و کسی آموزش‌های او را درک نمی‌کند. وی افزود که "انرژی بسیار زیادی" که در طول عمر او عمل کرده‌است با مرگ او خواهد رفت، و به‌طور سربسته مجدداً به عدم امکان داشتن جانشین اشاره نمود. با این حال او به مردم مژده داد که امکان دسترسی به این انرژی و درک میزانی از آن وجود دارد اگر که در تعالیم زندگی کنند ". [۱۲۴] در بحث‌های قبل او خود را به توماس ادیسون تشبیه کرده بود و یادآوری کرده بود که کار سخت را او انجام داده‌است، و در حال حاضر تنها چیزی که دیگران لازم است انجام دهند یک ضربه آهسته به سوئیچ است. [۱۲۵]
در مثال دیگر او در مورد کلمبوس صحبت کرد و اینکه او از طریق سفری دشوار به کشف دنیایی جدید نائل شد، کاری که امروزه به آسانی بوسیله یک جت شدنی است و معنای آن این است که اگر کریشنامورتی، به منظور رسیدن به سطحی از ادراک مجبور به پیمودن راهی ویژه بوده‌است لزوماً دیگران نیازی به آن ندارند. [۱۲۶]
کریشنامورتی در سن ۹۰ سالگی از سرطان لوزالمعده در تاریخ ۱۷ فوریه ۱۹۸۶ درگذشت، بقایای او سوزانده شد و توسط دوستان و همکاران سابق در سه کشور که بیشتر عمر خود را گذرانده بود پراکنده شد: هند، انگلستان، و ایالات متحده آمریکا.

## اغلب موضوعات سخنرانی‌ها

### دانش
کریشنامورتی به‌طور مداوم بر جایگاه مناسب تفکر در زندگی روزمره تأکید می‌کرد. اما با این حال به خطرات ناشی از تفکر نیز اشاره می‌نمود که زمانی‌که به دانش تبدیل می‌گردد، تصویر ی متحجرانه از گذشته خواهد بود. از نظر کریشنامورتی، چنین اقدامی تفسیر مان و درک کامل مان از جهانی را که در آن زندگی می‌کنیم تحریف می‌کند، و به‌طور خاص تر، روابطی که آن (جهان) را تعریف می‌کند به انحراف می‌کشاند. او دانش را به عنوان یک تابع لازم اما مکانیکی در عملکرد ذهن می‌دانست.
ظرفیت ذهن در ثبت (وقایع) حصارها و موانعی را ایجاد می‌کند به عنوان مثال، ابراز کلمات آزار دهنده در یک رابطه ممکن است تبدیل به خاطراتی شوند که بر اعمال انسان اثر بگذارند؛ بنابراین دانش می‌تواند یک اختلاف را در یک رابطه نشان دهد و می‌تواند مخرب باشد. [۱۲۷]
او سوالات زیر را مطرح کرد: "آیا مغز می‌تواند با تمام واکنش‌ها و پاسخ‌های فوری اش به هر چالش و تقاضا یی باز هم سکوت خود را حفظ کند؟" [۱۲۸] پاسخ او اینچنین بود:این سؤال به معنای پایان دادن به فکر نیست، در مورد این است که آیا مغز می‌تواند به‌طور کامل در سکوت باشد؟ این سکوت به معنای مرگ فیزیکی نیست. ببینید چه اتفاقی می‌افتد وقتی که مغز کاملاً آرام است. "[۱۲۸]
مغز، برای ضبط کردن، ایجاد امنیت، و "احساس زنده بودن آموزش دیده‌است."ضبط شده‌های مغز تصویری از خود، از عزیزان، تجارت، سیاستمداران، کشیشان، و ایده‌آل‌ها ایجاد می‌کند. اگر این تصاویر ماندنی شده باشند فرد همواره ازآن آسیب می‌بیند، و همواره در چهار چوبی زندگی خواهد کرد که در آن آزادی ای وجود ندارد." اما اگر کسی فرد بتواند بدون اعمال عکس‌العمل تنها به آن گوش بسپارد آنگاه مغز دیگر مرکز تبت وقایع (و تصویر سازی) نخواهد بود. " [۱۲۹]

### ترس و لذت
ترس و لذت واژه‌های همیشگی او در سخنرانی‌های عمومی وی بودند. گزیده‌ای از صحبت‌های او در سن دیگو در سال ۱۹۷۰ به شرح زیر است:
"ترس همیشه در رابطه با چیزی هست، و به خودی خود وجود ندارد. ترس از آنچه در رابطه گذشته رخ داده ترس از احتمال تکرار آن در آینده را به همراه خواهد داشت؛ همیشه یک نقطه ثابت وجود دارد که از آن رابطه شکل می‌گیرد. چگونه ترس به آن راه می‌یابد؟ من دیروز درد داشتم، از این درد خاطره‌ای وجود دارد که فردا نمی‌خواهم دوباره تجدید شود.
فکر کردن در مورد درد دیروز، در واقع فکری است که شامل خاطره درد است و ترس از داشتن دوباره درد در فردا را پایه‌ریزی می‌کند. پس این فکر است که ترس را می‌آورد. اندیشه به‌وجود آورنده ترس است، اندیشه همچنین لذت را پرورش می‌دهد. برای درک ترس شما باید لذت را نیز درک کنید. آن‌ها به هم مرتبط هستند، بدون درک یکی شما نمی‌توانید دیگری را متوجه شوید. این به این معنی است که یکی نمی‌تواند بگوید من فقط باید لذت داشته باشم بدون ترس. ترس روی دیگر سکه‌ای است که لذت نام دارد.
فکر کردن به تصاویری از لذت دیروز، باعث بروز این فکر می‌گردد که ممکن است که دیگر فردا آن لذت را نداشته باشید، پس (دوباره) فکر موجب ترس می‌شود. اندیشه برای حفظ کردن لذت تلاش می‌کند و در نتیجه ترس تغذیه می‌شود.
اندیشه خودش را به عنوان تحلیلگر، از آنچه که باید تجزیه و تحلیل گردد جدا می‌کند. در حالیکه این دو با هم بخش‌هایی از تفکر را تشکیل می‌دهند و این بازی فریبنده فکر است که آن را برای خودش ترتیب می‌دهد. همه اینها به منظور سر باززدن از روبه رو شدن با ترس‌های ناخود آگاه‌است، و ابزاری است برای فرار از ترس و در عین حال هم‌زمان با آن ابزاری برای حمایت (حفظ) از آن ترس"[۱۳۰].

### مراقبه
آنچه کریشنامورتی از آن به عنوان واژه مدیتیشن یاد می‌نمود کاملاً با سیستم‌ها و روش‌های کنترل ذهن یا روش‌های دستیابی آگاهانه به هدف یا وضعیتی خاص متفاوت بود. او در سخنرانی‌های و بحث‌های عمومی متعددی به موضوع مراقبه پرداخت:
"ذهنی که در مراقبه‌است فقط به مراقبه، باید توجه داشته باشد نه به مراقبه‌کننده. مراقبه‌کننده ناظر، حس‌کننده، متفکر و تجربه‌کننده‌است و زمانی که تجربه‌کننده و متفکر وجود دارد پس او به دسترسی داشتن، به به دست آوردن، به نتیجه رسیدن و تجربه کردن توجه می‌کند؛ و آن چیزی است که جاودانه‌است و نمی‌تواند تجربه شود. اصلاً هیچ تجربه‌ای وجود ندارد. تنها یکی وجود دارد که تمی توان برای آن نامی گذاشت. "
"... قدرت‌های مختلفی وجود دارند… شما آن‌ها را سیدهی می‌نامید، اینطور نیست؟ آیا می‌دانید که همه این چیزها مانند شمع در آفتاب هستند؟ هنگامی که خورشید نیست تاریکی وجود دارد و شمع و نور شمع بسیار مهم می‌شوند. اما زمانی که خورشید، نور، زیبایی و روشنی وجود دارد، همه قدرت‌ها، تمام مراکز مختلف در حال توسعه سیدهیس، چاکراها، کندالینی هستند همه مثل همان نور شمع هستند، آن‌ها ابداً هیچ ارزشی ندارند؛ و هنگامی که شما آن نور را دارید هیچ چیز دیگری را نمی‌خواهید. "[۱۳۱]
کریشنامورتی مراقبه را به عنوان یک هنر بزرگ می‌دید، "شاید هم بزرگترین هنر". او می‌گفت "شخص باید این هنر را بوسیله تمرین کردن بدون هیچ تکنیکی از طریق، تماشای خودش: در فعالیت‌های روزانه (راه رفتن، غذا خوردن)، آداب و رسوم (صحبت‌ها و بدگویی‌ها)، احساسات واکنشی (نفرت، حسادت) و آگاه شدن از این چیزها بدون هیچ انتخابی فرا گیرد." و معتقد بود اشکال مختلفی از مدیتیشن برای فرار از تضادها اختراع شده‌اند. [۱۳۲[
این اشکال، طبق نظر کریشنامورتی "بر اساس آرزو و اصرار برای موفقیت، مجاب کردن تضادها و مبارزه برای رسیدن هستند. او این تلاش را به عنوان محدودیت ذهنی شرطی شده می‌بیند و در این حالت هیچ آزادی وجود ندارد. " مدیتیشن واقعی "پایان تفکر" است که به ابعاد متفاوتی... فرای زمان سوق می‌دهد. [۱۳۳]
اندیشه و احساس باعث دفع انرژی می‌گردد. " تکرار آن‌ها مکانیکی است، در حالی که لازم است، به فرد اجازه تجربه کردن "عظمت و بیکرانی زندگی را نمی‌دهد". مراقبه تخلیه ذهن از دانسته‌ها ست. مراقبه تفکر یا دعا یا خودهیپنوتیزم (از طریق القاء با کلمات، تصاویر یا امید و پوچی‌ها) نیست. مراقبه پایان بخشیدن به همه این‌ها به راحتی، بدون تلاش و بدون انتخاب، در شعله‌ای از آگاهی است.[۱۳۴]

### آموزش
کریشنامورتی چندین مدرسه را در سراسر جهان تأسیس کرد. زمانی‌که از او سؤال شد، او موارد زیر را به عنوان اهداف آموزشی خود برشمرد:
1. چشم‌انداز جهانی: نمایی از کل به عنوان بخشی تفکیک شده از اجزاء. هرگز نباید چشم‌اندازی فرقه‌ای وجود داشته باشد، اما همیشه یک چشم‌انداز جامع آزاد از همه تعصب‌ها باید باشد.
2. نگرانی برای انسان و محیط زیست: بشریت بخشی از طبیعت است، و اگر از طبیعت مراقبت نشود، صدمه آن مانند بومرنگ به انسان برمی گردد. فقط آموزش درست، و محبت عمیق بین مردم در همه جا، بسیاری از مشکلات از جمله چالش‌های زیست‌محیطی را حل خواهد کرد.
3. روح مذهبی که خلق و خوی علمی را هم دربردارد: تفکر مذهبی تنها هست اما منزوی نیست. او با مردم و طبیعت در مراوده و ارتباط است. [۱۳۵]

### بحران جهانی
بنا بر نظر کریشنامورتی، بسیاری از مشکلات در دنیا از جمله فقر، جنگ، تهدید هسته‌ای، و سایر شرایط تاسف آور، ریشه در تفکر ما دارند. در نظر وی، ما بر اساس تفکرمان زندگی و رفتار می‌کنیم و بنابراین جنگ‌ها و دولت‌ها هم در نتیجه این تفکر هستند. ما هر کدام اعتقادات، نتیجه‌گیری و تجربیات خود را داریم که به آن‌ها چسبیده‌ایم و بدین طریق خود را از دیگران منزوی می‌سازیم.
فعالیت‌های خود محور ظاهراً با عنوان ملی‌گرایی و تعصب مذهبی توجیه می‌شوند و جهانی پاره‌پاره یا تقسیم شده را به‌وجود آورده‌اند که در آن حاضریم بخاطر باورهایمان دیگران را از پای در بیاوریم. برای درک رابطه ما با بحران جهانی باید خویشتن را درک کنیم [۱۳۶] او می‌نویسد.
"اگر شما اصلاً نگران جهان نیستید و تنها به فکر رستگاری خویشتن هستید، باورها و خرافه‌هایتان را دنبال کنید و از گوروها (راهنمای روحانی) پیروی کنید، (و البته) پس از آن من می‌ترسم که شما و سخنرانتان دیگر نتوانید با یکدیگر ارتباط برقرار کنید. ما به هیچ عنوان نگران نجات شخصی خود نیستیم اما صادقانه و با جدیت، برای آنچه که ذهن انسان به آن تبدیل شده‌است، و برای آنچه بشریت با آن مواجه‌است نگرانیم. ما نگران (نوع) نگاه به این جهان هستیم، اینکه چرا بشر به این دنیا آمده‌است و نقش او چیست؟ "[۱۳۷]
در کتاب «نامه به مدارس» که اولین بار در اوایل ۱۹۸۰ منتشر شد، کریشنامورتی از بحران آن روز را به عنوان بحران شعور یاد کرد. پافشاری بر اندیشه (ایده)، به فرد این اجازه را می‌دهد تا کشتار شیطانی را به عنوان "وسیله‌ای برای رسیدن به هدف عالی خود " توجیه کند. از جنبه‌های دیگر این بحران، دادن شأن و منزلت به اموری همچون دارایی، طبقه اجتماعی یا کشور (حس میهن‌پرستی) است که پرداخته احساسات انسان است. [۱۳۸]

## نفوذ و اثرگذاری کریشنامورتی
اندازه گرفتن میزان اثرگذاری کریشنامورتی از طریق روش‌های عینی و معقول کاری دشوار است؛ هیچ سازمان یا نهادی بر اساس فلسفه او وجود ندارد که بر اساس آن بتوان میزان پیشرفت این اثرگذاری را سنجید. کریشنامورتی در سال ۱۹۲۹ در زمان منحل کردن انجمن فرمان ستاره اظهار داشت کاری به تعداد نفرات ندارد و گفت: «اگر فقط پنج نفر وجود داشتنه باشند که گوش بدهند، زندگی کنند و روی خود را به سمت ابدیت بچرخانند همان کافی خواهد بود.»[۱۳۹]
علاقه به او و کار او سال‌ها پس از مرگ او همچنان ادامه دارد. بسیاری از کتاب‌ها و همچنین صدا، ویدئو و داده‌های کامپیوتری، همچنان چاپ می‌شوند که عمدتاً توسط خرده فروشان آنلاین و رسمی انجام می‌گردد. چهار بنیاد رسمی، با حفظ بایگانی، انتشار تعالیم به زبان‌های متعدد، محصولات جدید دیجیتالی و سایر رسانه‌ها، توسعه وب سایت، حمایت از برنامه‌های تلویزیونی، وب، سازماندهی جلسات و گفتگوهای افراد علاقه‌مند در سراسر جهان همچنان به این راه ادامه می‌دهند. [۱۴۰]
با توجه به ارتباطات و مطبوعات منتشر شده توسط این بنیادها لیست‌های پستی آن‌ها و سوالات افراد، همچنان رو به رشد است. [۱۴۱] همچنین مدارس و مؤسسات آموزشی مختلف، که در کنار هدف کلی آموزش پروژه‌های جدیدی ارائه می‌دهند روبه رشد هستند [۱۴۲]
کریشنامورتی یک نمونه از آن معلمان معنوی است که آیین و آداب‌های رسمی متعصبانه را مردود شمرده‌است. درک او از حقیقت به عنوان «سرزمین ناشناخته» (سرزمینی بی مسیر)، که امکان دستیابی فوری به آزادی را فراهم می‌کند، [۱۴۳] در تعلیمات مختلف همچون بروس لی، [۱۴۴] لانگ بری، [۱۴۵] و دالایی لاما منعکس شده‌است.
کریشنامورتی تحت تأثیر آثار، اسطوره‌شناس جوزف کمبل، هنرمندان جکسون پولاک و بئاتریس وود، مربی ترنس وبستر دویل و ضد فرهنگ نویسنده آلن واتس قرار گرفته و با آن‌ها آشنا شد. اکهارت تول، نویسنده و سخنران در مورد موضوعات روحی، و دیپاک چوپرا نویسنده و سخنران موضوعات خود سازی، هر دو ادعا کردند که کریشنامورتی یکی از تأثیرگذاران آن‌ها بوده‌است. [۱۴۶] فیلسوف / نویسنده آیریس مرداک نیز کریشنامورتی ملاقات را ملاقات کرده‌است [۱۴۷]
در هند با آن سنت طولانی خود در سرگردانی مردان «مقدس»، تارک دنیاها و معلمان غیرمذهبی، کریشنامورتی توانست توجه تعداد زیادی را و گاهی ناخواسته تحسین آن‌ها را در سخنرانی‌های عمومی و خصوصی متعدد خود جلب نماید. او توسط چهره‌های گوناگون مذهبی به عنوان معلم بزرگ یاد می‌شود و مورد احترام افرادی همچون رامانا ماهارشی، [۱۴۸] معلم روحانی آناندامایی ما، [۱۴۹] و نیز چهره‌های شناخته شده تر درغرب از جمله اوشو بود. همچنین معلم روحانی ویمالا تاکار با کریشنامورتی در سال ۱۹۶۰ ملاقات کرد. اگرچه کریشنامورتی حساسیت ویژه برای سانیاسی واقعی یا راهب‌های بودایی داشت ولی انتقاداتی تخریبی از مراسم مذهبی آنها، نظام‌ها و شیوه‌های آن‌ها بیان می‌کرد. [۱۵۰]
کریشنامورتی به‌طور فزاینده‌ای علاقه نهادهای دینی مهم در هند را جلب نمود. او به‌طور دوستانه تعدادی بحث و مذاکره با علمای هندو و بودایی و رهبران شناخته شده، از جمله دالایی لاما داشت. [۱۵۱] تعداد زیادی از این بحث‌ها بعدها در کتاب‌های مختلف کریشنامورتی‌های منتشر شد.
فیلسوف عارف و جستجوکننده علوم پوشیده قرن بیستم، سموئل آن وئور، تعالیم کریشنامورتی را ستایش کرد و اظهار داشت که «روح درونی» وی یک «بودا با درک بالا» بود، اگر چه فرهیختگی وی و اثر آن بر رشد معنوی او مورد تردید (برخی از) عرفاً بود. [۱۵۲]
شایسته‌است که هر گونه بحثی دربارهٔ تأثیرگذاری (کریشنامورتی) هر چند گسترده با معیارهای تعریف شده خود کریشنامورتی دربارهٔ موفقیت سنجیده شود. مثلاً اینکه آیا افراد براستی می‌فهمند و آموزه‌های وی را «زندگی و تنفس» (درک) می‌کنند یا خیر.[۱۵۳] در مورد سنجش تأثیرگذاری وی و معیارهای او دربارهٔ موفقیت آخرین و تنها بیانیه عمومی متعلق به خود کریشنامورتی است. در یک پیش آگاهی بسیار غم‌انگیز کریشنامورتی ۱۰ روز قبل از مرگش در سال ۱۹۸۶ با کلمات ساده‌ای تأکید کرد: که «هیچ‌کس» در میان همکارانش در این دنیای بزرگ، وی و زندگی اش و تعالیمش را را درک نکرده‌است.

## نقد

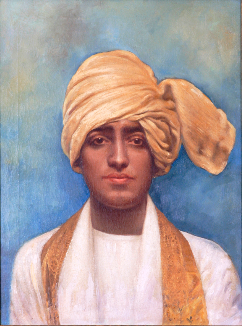
جیدو کریشنامورتی

هلن نیرینگ، کسی که در سال ۱۹۲۰ کریشنا را شناخته بود در " کتاب عشق و ترک زندگی خوب " بیان داشت که راه و روش برخورد کریشنا بواسطه یکسری امتیازات شرطی شده بود. از نظر این منتقد شرطی شدگی کریشنامورتی به دلیل حمایت و متنعم‌سازی وی توسط پیروانش صورت گرفت و از زمانی آغاز شد که کریشنامورتی به کشف تئوصوفی‌ها درآمد. هلن نیرنگ همچنین می‌گوید او آنچنان در سطح بالایی قرار داده شده بود که حتی قادر به سامان دهی روابطی طبیعی در حوزه شخصی اش نبود. [۱۵۴]
در سال ۱۹۹۱ در کتاب زندگی ابهام‌آمیز با جی. کریشنامورتی رادها راج گوپال ساوس دختر همکاران کریشنا یعنی روسالیند و دسیکاچاری راج گوپال که از کریشنا جدا شده بودند دربارهٔ روابط کریشنا با والدینش نوشته که شامل رویدادهایی مخفی بین کریشنا و رزالیند در طی سال‌ها بوده‌است. افشاگری عمومی این قضیه باعث بهت و حیرت خیلی‌ها شد و باعث شد که حجم زیادی از کتاب بیوگرافی ماری لیوتنس با عنوان کریشنا و راجا گوپلز فروش رود. [۱۵۶]

## نقل قول‌هایی از کریشنامورتی
- انسان ممکن است از متن ترس‌ها توهمات و آشفتگی‌های درون خویش خدایی را متصور شود؛ ولی چنین خدایی غیر از آن یگانه بی نشان است که برون از هرگونه وهم و اندیشه است. ذهنی که اسیر تعصب و پیش داوری است نمی‌تواند در کیفیت شناخت «حقیقت» باشد. ذهنی که دانستگی را وسیلهٔ رهایی از دانستگی قرار می‌دهد هرگز از حیلهٔ دانسته‌های خود رها نخواهد شد هرگز از محدودهٔ آن دانسته‌ها فراتر نخواهد رفت. ذهنی که اسیر دانستگی است و دانستگی را به عنوان ابزار آزادی به کار می‌گیرد به آزادی دست نخواهد یافت.
- ترس ناشی از به خطر افتادن تعلقات و اندوخته‌ها است و ما نظریات و باورهای خود را نیز شکلی از اندوخته‌های خود می‌دانیم به همین جهت است که وقتی نظریات و باورهای‌مان مورد ضربه قرار می‌گیرند و نفی می‌شوند همان‌قدر دچار هراس می‌شویم که دارایی‌های مادی‌مان به خطر افتاده‌اند.
- وقتی من فرزند خود را از دست می‌دهم رنج من به خاطر این نیست که او رفته، بلکه به خاطر این است که من تنها مانده‌ام، من مهم‌ام نه او.

## تألیفات
- حضور در هستی
- کتاب زندگی - مراقبه‌های روزانه
- نگاه در سکوت
- شرح زندگی
- شادمانی خلاق
- فراسوی خشونت
- عشق و تنهایی
- تعالیم
- سکون و حرکت
- شعله حضور و مدیتیشن
- پرواز عقاب
- برای جوانان
- مرگ
- خیر و شر
- حقیقت و واقعیت
- نارضایی خلاق
- رهایی از دانستگی